# Glencoe (Australie-Méridionale)
Pour les articles homonymes, voir Glencoe.
Glencoe est une ville d’Australie-Méridionale située à environ 25 km au nord-ouest de Mount Gambier. En juin 2016, Glencoe avait une population estimée à 661 habitants.